# Izraelskie Stowarzyszenie Szachowe
Izraelskie Stowarzyszenie Szachowe (hebr. האיגוד הישראלי לשחמט; ang. The Israel Chess Federation) powstał w 1949 w Tel Awiwie. Początkowo miał 20 regionalnych klubów szachowych. W statucie określono podstawowe zadania organizacji, m.in.: rozwój i popularyzacja szachów, kierowanie życiem szachowym w Izraelu, reprezentowanie interesów izraelskich szachistów poza granicami kraju, koordynacja działalności klubów, organizowanie mistrzostw Izraela w szachach w różnych grupach wiekowych i inne.
Jest członkiem Międzynarodowej Federacji Szachowej i Europejskiej Unii Szachowej.
Od 14 lipca 2005 prezesem Stowarzyszenia jest Aviv Boshinsky.
Siedziba Stowarzyszenia znajduje się w osiedlu Newe Awiwim, na północy miasta Tel Awiw.